# 韦启文
韦启文（1946年—），男，壮族，广西上林人，中国作家，曾任中国作家协会全国委员会委员，湖北省作家协会常务副主席。